# Schalk Willem Burger

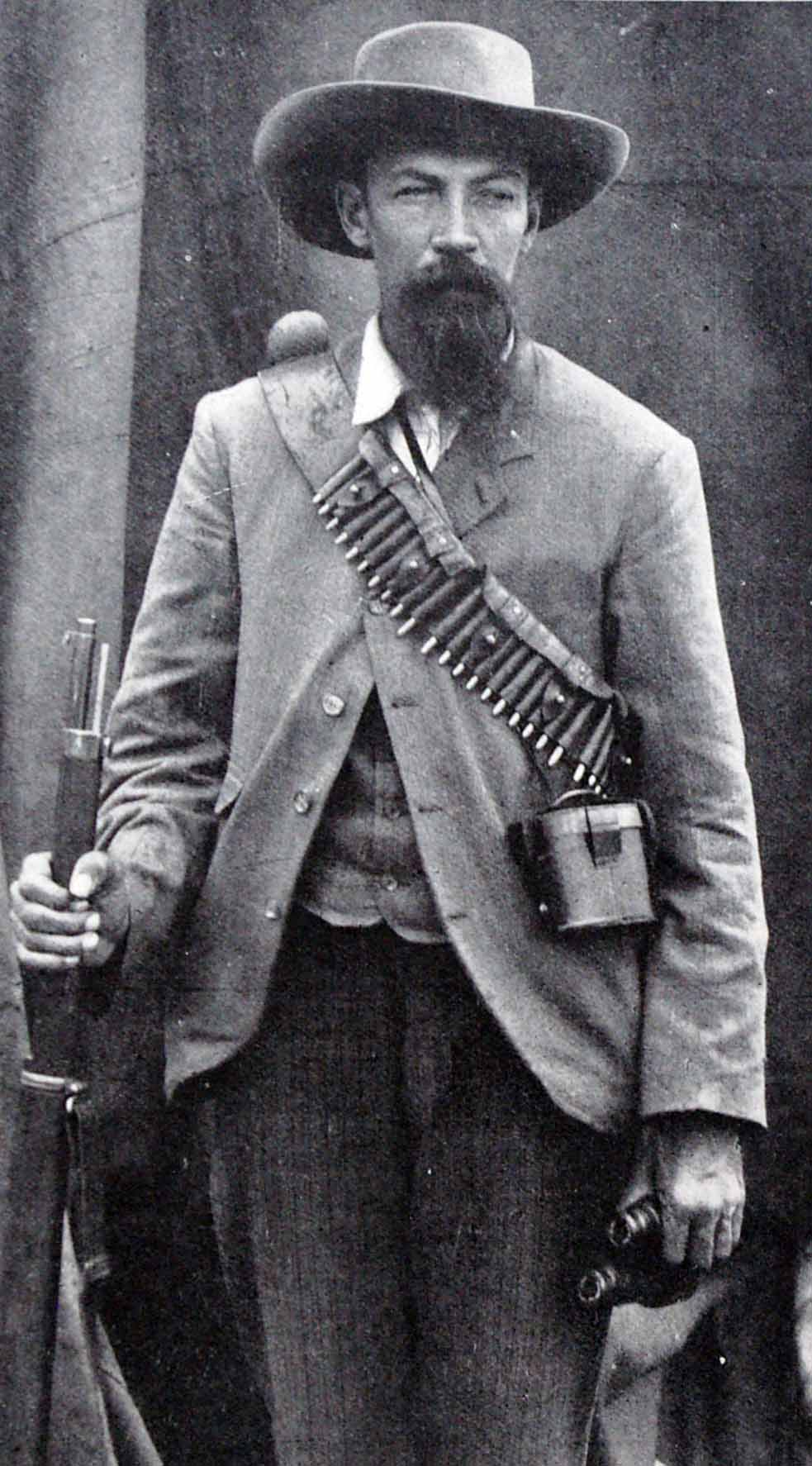
Schalk Willem Burger

Schalk Willem Burger (wym. [sχɐlk vəlɛm bœrχɛr]; ur. 6 września 1852 koło Lydenburga, zm. 5 grudnia 1918 w Goedgedacht) – burski polityk i wojskowy.
Jako żołnierz Burger wziął udział w kampanii przeciwko królowi Sekhukhune w 1876 roku oraz w I wojnie burskiej (1880-1881), podczas której służył jako trębacz. W 1885 roku został dowódcą oddziału wojskowego z Lydenburga.
Karierę polityczną rozpoczął w 1887 roku, gdy wybrany został do Volksraadu, gdzie pełnił później funkcję przewodniczącego. W 1898 roku wszedł w skład czwartego gabinetu Paula Krugera. Był członkiem delegacji Transwalu na konferencję w Bloemfontein (połowa 1899), na której omawiano drażliwe kwestie w stosunkach bursko-brytyjskich. Po wybuchu II wojny burskiej Burger powrócił do armii i walczył m.in. nad rzeką Modder (1899) oraz pod Spion Kop (1900). Ze względu na problemy zdrowotne zakończył karierę wojskową i skupił się na polityce.
W 1900 roku objął stanowisko wiceprezydenta. Po decyzji rady złożonej z przedstawicieli rządów i wojsk obu burskich republik o wysłaniu prezydenta Krugera z misją dyplomatyczną do Europy (wrzesień 1900), Burger przejął jego obowiązki. Pełnił je do końca istnienia Republiki. W kolejnych latach próbował, wspólnie z innymi przywódcami burskimi, doprowadzić do rewizji kończącego II wojnę burską pokoju w Vereeniging (którego był, jako reprezentant ZRA, sygnatariuszem). Jego działania nie przyniosły jednak żadnych rezultatów.